# Barrio judío de Třebíč
El barrio judío de Třebíč es una judería que, junto con la basílica de san Procopio, constituye un lugar Patrimonio de la Humanidad de la Unesco situado en Třebíč, en la República Checa.

## Descripción

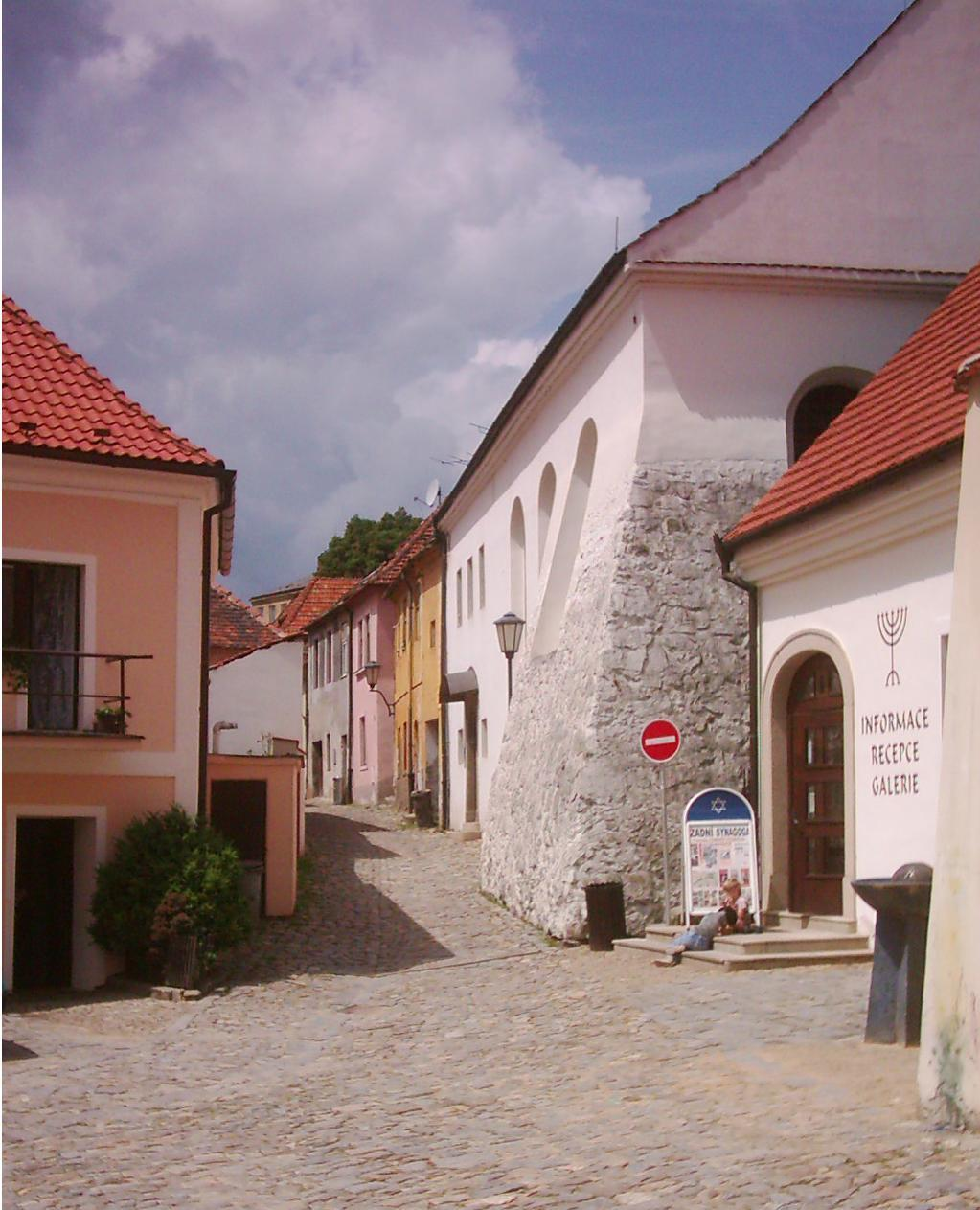
Sinagoga del barrio.

El barrio judío, el cementerio relacionado con él y la basílica de san Procopio representan un complejo que simboliza la convivencia pacífica de los cristianos y los hebreos desde la Edad Media hasta el siglo XX.

### El barrio
El barrio judío abarca una superficie de 4,4 hectáreas, y limita al sur por el río Jihlava y al norte por una colina. Más allá de la colina se encuentra el cementerio hebraico que a pesar de que se encuentra en el exterior del barrio, está considerado por la Unesco como parte del mismo.
Los edificios están construidos en estilo popular, y están normalmente formados por un pórtico dominado por dos planos, con una cubierta de madera. Algunas fachadas muestran elementos renacentistas o barrocos. Hasta el año 1875 vínculos políticos obligaban a los hebreos a no adquirir propiedad en la parte exterior del barrio. La sinagoga más antigua de las que se encuentran huellas en las fuentes inscritas se remonta al año 1590, mientras que la más antigua aún en funciones es un edificio barroco de 1639-42, actualmente usado como iglesia de los husitas.

### El cementerio

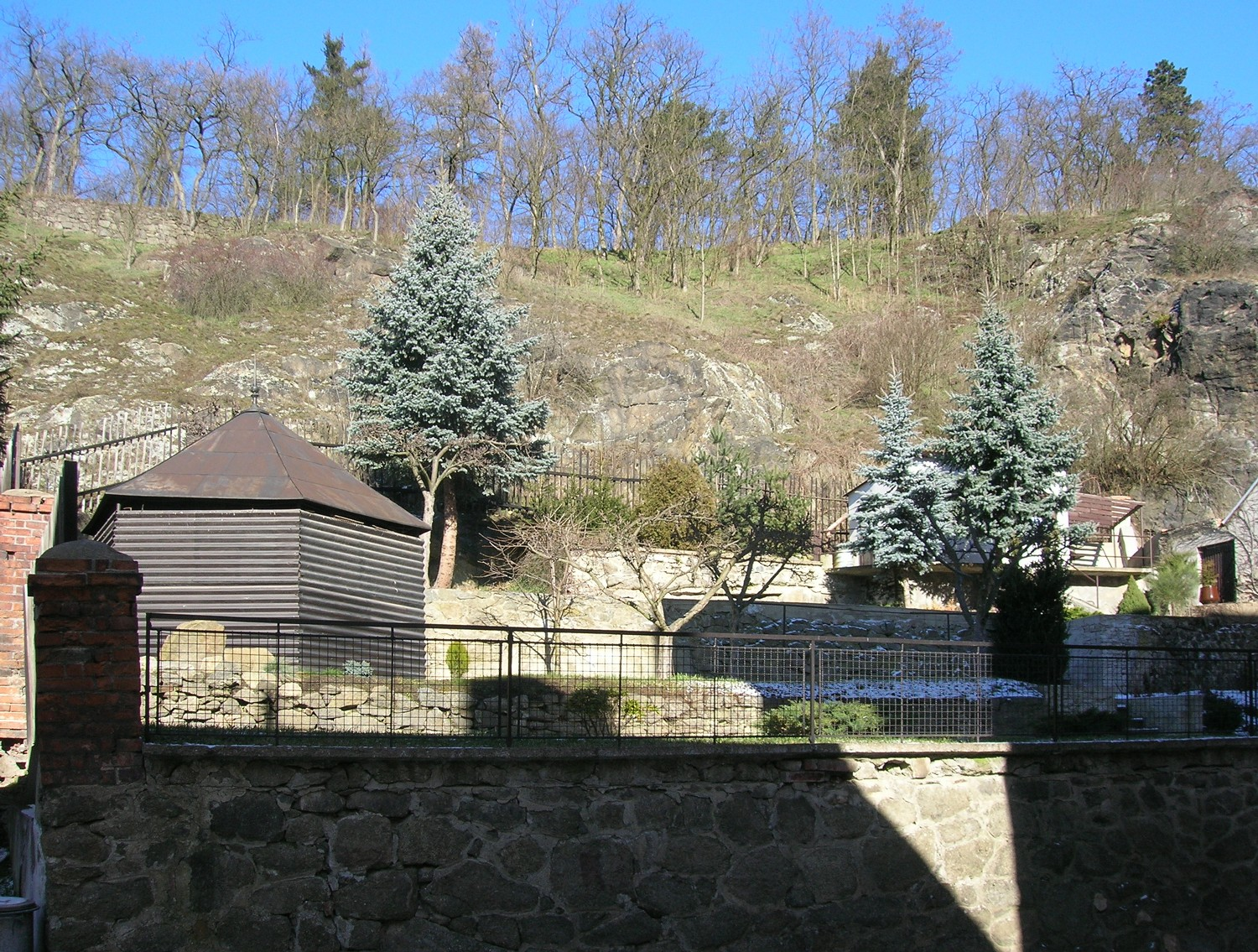
Los jardines de Subak.

El cementerio judío se encuentra al norte del barrio, nacido dentro de la colina, y se puede acceder a él a través de una carretera de reciente construcción. Se divide en dos partes, que se remontan respectivamengte a los siglos XV y XIX, y contiene alrededor de 4.000 tumbas. A pesar de ser el cementerio más famoso de la ciudad no es el más antiguo; existe un cementerio anterior construido en las cercanías del monasterio y de la basílica de san Procopio.

## Historia
Desde los primeros tiempos nace un floreciente mercado en los alrededores del monasterio . No siendo en ningún modo protegido, el barrio sufrió los mismos eventos del resto de la ciudad. Por ejemplo se vio destruido en el siglo XV durante la invasión del rey húngaro. El barrio se autogestiona con un gobernador electo. En el año 1849 se conquistó el derecho de tener su propio síndico, y fue llamado Zamosti (más allá del río). En el año 1920 el barrio se fundió con el resto de la ciudad llevando a la fusión de las razas. Durante la SGM todos los judíos fueron deportados, y las casas pasaron a manos de personas de otras religiones.